# بطولة أمستردام 2009
بطولة أمستردام لعام 2009 كانت بطولة أمستردام الحادية عشرة، وهي بطولة ودية قبل الموسم والتي يتم التنافس فيها من قبل الأندية من جميع أنحاء أوروبا الغربية. بطولة 2009 تنافس فيها أياكس أمستردام، سندرلاند، بينفيكا، وأتلتيكو مدريد. فاز باللقب للمرة الأولى بنفيكا البرتغالي.

## الجدول
| الفريق         | لعب | فوز | تعادل | خسر | له | عليه | فرق | نقاط |
| -------------- | --- | --- | ----- | --- | -- | ---- | --- | ---- |
| نادي بنفيكا    | 2   | 2   | 0     | 0   | 5  | 2    | 3   | 11   |
| أياكس أمستردام | 2   | 0   | 1     | 1   | 5  | 6    | -1  | 6    |
| نادي سندرلاند  | 2   | 1   | 0     | 1   | 2  | 2    | 0   | 5    |
| أتلتيكو مدريد  | 2   | 0   | 1     | 1   | 3  | 5    | -2  | 4    |

ملحوظة: يتم منح نقطة إضافية لكل هدف يتم تسجيله.

## المباريات

### اليوم الاول
| نادي سندرلاند | 0–2    | نادي بنفيكا                            |
| ------------- | ------ | -------------------------------------- |
|               | Report | كاردوزو 32' (ركلة.) · ماكسي بيريرا 55' |

| أياكس أمستردام                          | 3–3 | أتلتيكو مدريد                           |
| --------------------------------------- | --- | --------------------------------------- |
| سفيتانيتش 8' · روميدال 70' · سواريز 90' |     | سابروسا 30' · أغويرو 41' · رودريغيز 76' |

### اليوم الثاني
| نادي سندرلاند              | 2–0    | أتلتيكو مدريد |
| -------------------------- | ------ | ------------- |
| ريتشاردسون 45' (ركلة.) 86' | Report |               |

| أياكس أمستردام           | 2–3    | نادي بنفيكا                                      |
| ------------------------ | ------ | ------------------------------------------------ |
| دونالد 44' · روميدال 77' | Report | العيساتي 8' (og) · دي ماريا 31' · دافيد لويز 55' |